# Жданово (Калманський район)
Жда́ново (рос. Жданово) — селище у складі Калманського району Алтайського краю, Росія. Входить до складу Шиловської сільської ради.

## Населення
Населення — 10 осіб (2010; 19 у 2002).
Національний склад (станом на 2002 рік):
- росіяни — 100 %